# Nicolas Ier d'Opole
Nicolas Ier d'Opole (polonais : Mikołaj I opolski) (vers 1420 – 3 juillet 1476) fut duc d'Opole à partir de 1437 jusqu'en 1439 avec son frère et corégent, duc Brzeg à partir de 1450, souverain de  Kluczbork à compter de 1451 et duc Strzelce, Niemodlin et Olesno en 1460.

## Biographie

### Début de règne
Nicolas est le quatrième fils du duc Bolko IV d'Opole et de son épouse  Margueritte. À l'époque de la mort de son père, en 1437, Nicolas Ier est encore mineur et placé sous la garde de ses frères Bolko V et Jean Ier. Le 6 octobre 1438 Nicholas Ier et ses frères rendent l'hommage féodal à Casimir Jagiełło comme roi-élu de Bohême, mais après sa renonciation au trône et le couronnement d'Albert de Habsbourg comme roi, ils rendent de nouveau l'hommage au souverain autrichien lors de l'assemblée de Wrocław le 3 décembre 1438. En 1439 Jean Ier meurt brutalement sans descendance et Nicolas Ier hérite de la totalité du duché d'Opole. En 1443 Nicolas reçoit comme gage le duché de Brzeg de ses neveux, fils de sa sœur Margueritte d'Opole, les ducs Jean Ier et Henri X de Lubin-Oława-Chojnów. Pour une raison inconnue en 1447 Jean Ier et Henri X récupèrent Brzeg et l'engagent de nouveau, cette fois au chevalier  Heinz Stoschow. C'est seulement après un nouveau  règlement le 11 avril 1450 que Brzeg revient finalement entre les mains du duc d'Opole.
Un nouvel accroissement de ses domaines intervient en 1450, quand son oncle Bernard, en échange d'une prêt, cède à  Nicolas Ier ses droits sur sa part du duché d'Opole et une année après, en 1451, il obtient Kluczbork. Finalement quand son frère ainé Bolko V le Hussite meurt sans descendance masculine en 1460, toutes ses possessions : Strzelce, Niemodlin et Olesno), reviennent en héritage à Nicolas Ier, qui doit défendre ses droits contre le roi de Bohême Georges de Poděbrady, qui réclame les domaines de Bolko V comme fiefs vacants  devant revenir à la couronne de Bohême. 
Un arrangement ente le roi Georges de Bohême et Nicolas Ier est signé le 16 aout 1460 : le roi accepte finalement la souveraineté du duc d'Opole sur Strzelce, Niemodlin et Olesno, mais en échange Nicholas Ier doit abandonner ses prétentions sur le duché d'Opava et céder les deux tiers du duché obtenu par Bolko V en 1454 comme corégent du duc Ernest, mais dont il n'avait jamais pu pendre le contrôle effectif du fait de la forte opposition du roi de Bohême.

### Interventions en Silésie
Peu de temps après, Nicolas Ier rencontre  d'autres difficultés avec ses parents de Silésie, tout d'abord c'est le duc Jean IV d'Oświęcim, qui prétend obtenir de lui le paiement de toutes les dettes contractées par le beau-père de Nicolas Ier, le duc Louis II de Brzeg. Jean IV  réussit à conquérir la ville de Leśnica, mais il en est finalement expulsé avec l'aide des bourgeois Wrocław le 6 octobre In 1461 Nicolas Ier paie à la veuve de Bolko V le Hussite, Hedwige Beess de Kujawy un somme pour dommage-intérêts en échange de sa renonciation à son Oprawa wdowia. le 3 juin  de la même année il clôt la vieille querelle de son défunt frère, avec l'église locale, en restituant les biens spoliés par Bolko V et il reprend la construction de la collégiale de Głogówek, commencée sous le règne de son père Bolko IV. 
En 1463 c'est le duc Henri IX de Glogów qui réactive les prétentions de sa lignée à l'héritage de son grand-père maternel Ladislas II d'Opole. Le 26 octobre Henri IX, avec le soutien du roi Georges de Bohême, obtient l'annulation du décret accordé de  Sigismond de 1435 et la validité de la décision du roi des romains Venceslas de 1418.  Nicolas Ier, avec l'appui des habitants de Wrocław est d'abord tenté de faire une résistance armée, mais le 29 avril 1464 un accord définitif est signé entre les ducs d'Opole et Glogów. Aux termes de ce traité, Nicolas s'oblige de payer l'énorme somme de 14 000 złoty hongrois. Dans cette même année se termine aussi le différend avec l'évêché de Wrocław lorsque  Nicolas lui rend la cité d'Ujazd, conquise par Bolko V quelques années auparavant. 
Le 1er septembre 1466 Nicolas Ier et d'autres dirigeants de Silésie envisagent de réconcilier la roi hussite Georges de Bohême avec l'évêché de Wrocław et la pape Paul II.  Toutefois, en raison du rejet de ce projet par la hiérarchie catholique la médiation échoue et le 23 décembre le roi de Bohême annonce qu'il déclare officiellement la  guerre à Wrocław. Dans ce nouveau conflit Nicholas n'est directement pas partie prenante et la menace d'excommunication pontificale n'a aucun effet sur Opole. 
Le 8 juin 1469, Nicolas rend  à Wrocław, l'hommage féodal au roi Matthias Corvin de Hongrie, prétendant au trône du royaume de Bohême. La tentative du duc d'Opole pour maintenir en 1471 sa neutralité  entre le roi Matthias et la Pologne échoue, et sous la pression du roi de Hongrie, en 1473 Nicolas Ier mène une  expédition militaire contre le duc de la lignée  des Přemyslides Venceslas de Rybnik, qui est un allié du Royaume de Pologne. En réponse, un an plus tard 1474 les troupes polonaises envahissent le duché de Opole, qui est en grande partie ravagé. Nicolas Ier est contraint de fuir à Wrocław sous la protection de l'armée hongroise. Au cours de la période  1469–1472 Nicolas Ier dispute avec succès à son gendre le duc Przemysław de Toszek la possession de Łabędy, qui est maintenant inclus dans Gliwice.
Nicholas Ier meurt le 3 juillet 1476 et il est inhumé dans le monastère franciscain d'Opole.

## Union et postérité
En janvier/février 1442, Nicolas Ier épouse Magdeleine (née vers 1425/1430 – † 10 septembre 1497), fille du duc Louis II de Brzeg. ils ont dix enfants :
- Margareta [Machna] (née vers 1450 – †  26 avril 1472), épouse le 23 février 1463 le duc Przemysław de Toszek.
- Louis ;
- Elizabeth (vers 1452 – †  29 aout 1507), abbesse de Sainte-Claire de Wrocław en 1473.
- Jean II le Bon ;
- Nicolas II ;.
- Magdalena (née vers 1463 – †  mai 1501), épouse le 13 janvier 1478 le duc Jean V de Racibórz.
- Katharina (†  26 aout 1507), nonne à  Sainte-Claire de Wrocław en 1481.
- Bolesław († jeune avant le  27 janvier 1477).
- Bernard (†  jeune avant le 27 janvier 1477).
- fille anonyme (†  aout 1507?), nonne à Sainte-Claire de Wrocław en 1481.

## Source de la traduction
- (en) Cet article est partiellement ou en totalité issu de l’article de Wikipédia en anglais intitulé « Nicholas I of Opole » (voir la liste des auteurs), édition du 16 septembre 2014.